# Dangerously in Love Tour
Il Dangerously in Love Tour è il primo tour musicale della cantautrice statunitense Beyoncé, a supporto del suo primo album in studio, Dangerously in Love.
Il tour ha toccato solo l'Europa, con un totale di 10 spettacoli.

## Scaletta
1. Baby Boy
2. Naughty Girl
3. Fever
4. Hip Hop Star
5. Yes
6. Work It Out
7. Gift from Virgo
8. Be with You
9. Speechless
10. Bug a Boo
11. No, No, No Part II
12. Bootylicious
13. Jumpin' Jumpin'
14. Say My Name
15. Independent Women Part I
16. '03 Bonnie & Clyde
17. Survivor
18. Me, Myself and I
19. Summertime
20. Dangerously in Love 2
21. Crazy in Love

## Date del tour
| Data             | Città               | Stato       | Luogo                         |
| Europa           | Europa              | Europa      | Europa                        |
| ---------------- | ------------------- | ----------- | ----------------------------- |
| 3 novembre 2003  | Manchester          | Regno Unito | Manchester Evening News Arena |
| 4 novembre 2003  | Glasgow             | Regno Unito | SEC Centre                    |
| 7 novembre 2003  | Sheffield           | Regno Unito | Sheffield Arena               |
| 9 novembre 2003  | Newcastle upon Tyne | Regno Unito | Metro Radio Arena             |
| 10 novembre 2003 | Londra              | Regno Unito | Wembley Arena                 |
| 11 novembre 2003 | Londra              | Regno Unito | Wembley Arena                 |
| 13 novembre 2003 | Birmingham          | Regno Unito | National Indoor Arena         |
| 14 novembre 2003 | Belfast             | Regno Unito | Odyssey Arena                 |
| 15 novembre 2003 | Dublino             | Irlanda     | Point Theatre                 |
| 19 novembre 2003 | Amsterdam           | Paesi Bassi | Heineken Music Hall           |

## Album dal vivo
Il concerto del 10 novembre 2003 alla Wembley Arena di Londra è stato filmato e pubblicato in CD e DVD nell'aprile del 2004.